# Sierra de Alcaparaín
La sierra de Alcaparaín (probablemente del árabe, las dos cimas) es una formación montañosa de la cordillera Penibética, situada en la provincia de Málaga, Andalucía, España. Se trata de una de las sierras más orientales de la Serranía de Ronda, que unen la cordillera Antequerana con la sierra de las Nieves y que cierran el Valle del Guadalhorce por el oeste. Tiene su punto más alto en el pico del Grajo o pico Valdivia con 1293 m s. n. m.
Junto con la vecina sierra de Aguas, la sierra de Alcaparaín fue declarada Zona de Especial Conservación (ZEC) en 2015 y ambas sierras forman parte de la Reserva de la Biosfera Intercontinental del Mediterráneo desde 2006. La vegetación presente es la típica del bosque mediterráneo: pino carrasco, pino piñonero, enebro, coscoja, jara y otros tipos de matorral. Entre la fauna se encuentran la cabra montés y el zorro.

## Topografía y geología
La sierra de Alcaparaín ocupa una extensión de 6500 ha de los términos municipales de Ardales, Carratraca y  Casarabonela. Está situada en la Serranía de Ronda, entre la sierra Prieta y la Sierra de Aguas. La cumbre es una meseta de unos 1000 m s. n. m., siendo sus máximas alturas el pico Valdivia y el cerro de la Canana con 1.186 m s. n. m. Muestra una litología muy compleja con materiales básicos, silíceos y ultramáficos.

## Flora
En la ZEC de las sierras de Alcaparaín y Aguas destacan varias especies vegetales tanto por su singularidad como por su reducida área de distribución, como Galium viridiflorum, catalogada en el Catálogo Andaluz de Especies Amenazadas. Igualmente se encuentran catalogadas Armeria villosa subsp. carratracensi y Silene fernandezii. La escasa distribución que presentan se debe principalmente a la adaptación al suelo (edafoendemismos), generado a partir de peridotitas, las cuales marcan unas condiciones singulares que pocas plantas toleran. Particularmente, Armeria villosa subsp. carratracensi mantiene su población más importante en la sierra de Aguas. Además de estas, existen otras especies de interés como Sarcocapnos baetica, Linaria clementei y Ophrys atlántica, caracterizadas por presentar distribuciones restringidas al sur de la península ibérica y adaptadas a ambientes rupícolas. En este espacio, la vegetación cumple un papel muy importante para la regulación hidrológica de la zona mediante el control de la erosión, la retención de sedimentos y la estabilización de los suelos.

## Fauna
La situación geográfica y el relieve de estos espacios caracterizan la configuración de las poblaciones de fauna, destacando especialmente la riqueza de la avifauna rupícola. La ZEC de las sierras de Alcaparaín y Aguas constituye un área de campeo y nidificación de importantes especies como el águila real (Aquila chrysaetos), el águila-azor perdicera (Hieraaetus fasciatus), el halcón peregrino (Falco  peregrinus), el búho real (Bubo bubo), la chova piquirroja (Pyrrhocorax pyrrhocorax) o el vencejo real (Apus melba). Igualmente destaca la presencia de varias especies de aves necrófagas, entre ellas el buitre leonado (Gyps fulvus) y el alimoche (Neophron percnopterus).
Entre el resto de vertebrados, destaca el grupo de mamíferos, con la presencia de la cabra montés (Capra pyrenaica hispanica), el gato montés (Felis silvestris) o la gineta (Genetta genetta). La disolución de la caliza como consecuencia del paso del agua, genera gran cantidad  de cuevas y cavidades, por lo que estas zonas se presentan inmejorables para el establecimiento de especies cavernícolas. Ejemplo de ello es  el caso de la Cueva de la Murcielaguina, en el arroyo de las Cuevas, donde se localiza un refugio de quirópteros. Otras especies visibles son el zorro (Vulpes vulpes), conejos (Oryctolagus cuniculus), liebres (Lepus granatensis y jabalís (Sus scrofa)
La herpetofauna está caracterizada por mantener una buena representación entre los reptiles, destacando entre ellos el galápago leproso  (Mauremys leprosa). Entre los anfibios se encuentran sapillo pintojo meridional (Discoglossus jeanneae) y la salamandra (Salamandra salamandra longirostris), endemismo de las sierras malagueñas y gaditanas. 